# 霍利斯 (新罕布什爾州)
霍利斯（英語：Hollis）是一個位於美國新罕布什爾州希爾斯波羅縣的鎮。

## 人口
根據2020年美國人口普查的數據，霍利斯的面積為83.65平方千米，當中陸地面積為82.18平方千米，而水域面積為1.47平方千米。當地共有人口8342人，而人口密度為每平方千米100人。